# Campionati africani di atletica leggera 2014 - 400 metri ostacoli maschili
La specialità degli 400 metri ostacoli maschili ai Campionati africani di atletica leggera di Marrakech 2014 si è svolta il 11 e 12 agosto 2014 allo Stade de Marrakech in Marocco.
La gara è stata vinta dal sudafricano Cornel Fredericks.

## Risultati

### Batterie
Qualificazione: i primi 2 atleti di ogni batterie (Q) e quelli con i successivi 2 tempi più veloci degli esclusi (q) si qualificano in finale.
| Class | Gruppo | Nome                | Nazione        | Tempo | Note    |
| ----- | ------ | ------------------- | -------------- | ----- | ------- |
| 1     | 2      | Nicholas Bett       | Kenya          | 49.33 | Q       |
| 2     | 2      | Cristian Morton     | Nigeria        | 49.84 | Q       |
| 3     | 3      | Cornel Fredericks   | Sudafrica      | 50.15 | Q       |
| 4     | 2      | L. J. van Zyl       | Sudafrica      | 50.31 | q       |
| 5     | 1      | Miles Ukaoma        | Nigeria        | 50.32 | Q       |
| 6     | 1      | Mohamed Sghaier     | Tunisia        | 50.62 | Q       |
| 7     | 1      | Saber Boukemouche   | Algeria        | 50.64 | q       |
| 8     | 3      | Johannes Maritz     | Namibia        | 50.95 | Q       |
| 9     | 3      | Amadou Ndiaye       | Senegal        | 50.96 |         |
| 10    | 2      | Abdelmalik Lahoulou | Algeria        | 51.67 |         |
| 11    | 3      | Zied Azizi          | Tunisia        | 51.76 |         |
| 12    | 2      | Abdelhadi Messaoudi | Marocco        | 52.16 |         |
| 13    | 1      | Antonio Vieillesse  | Mauritius      | 52.35 |         |
| 14    | 1      | Soufiane Messaoudi  | Marocco        | 52.60 |         |
| 15    | 2      | Mezm Hailemariam    | Etiopia        | 53.26 |         |
| 16    | 2      | Ned Azemia          | Seychelles     | 55.72 |         |
| 17    | 3      | Aymar Oboba Fleury  | Rep. del Congo | 57.23 |         |
| dq    | 1      | Maoulida Darouèche  | Comore         | dq    | R168.7a |
| dq    | 3      | Bienvenu Sawadogo   | Burkina Faso   | dq    | R168.7a |
| dns   | 1      | Boniface Mucheru    | Kenya          | dns   |         |
| dns   | 3      | Kurt Couto          | Mozambico      | dns   |         |

### Finale
| Class   | Corsia | Nome              | Nazione   | Tempo | Note    |
| ------- | ------ | ----------------- | --------- | ----- | ------- |
| Oro     | 5      | Cornel Fredericks | Sudafrica | 48.78 |         |
| Argento | 4      | Cristian Morton   | Nigeria   | 48.92 |         |
| Bronzo  | 6      | Nicholas Bett     | Kenya     | 49.03 |         |
| 4       | 2      | L. J. van Zyl     | Sudafrica | 49.79 |         |
| 5       | 7      | Johannes Maritz   | Namibia   | 50.38 |         |
| 6       | 3      | Miles Ukaoma      | Nigeria   | 50.40 |         |
| 7       | 1      | Saber Boukemouche | Algeria   | 50.67 |         |
| dq      | 8      | Mohamed Sghaier   | Tunisia   | dq    | R168.7a |